# Wigwam (utwór Boba Dylana)
Wigwam – utwór skomponowany przez Boba Dylana, nagrany przez niego na 4 sesji do albumu oraz 11 sesji (overdubbingowej) w marcu 1970 r., i wydany na albumie Self Portrait w czerwcu 1970 r. Kompozycja ta została także wydana jako strona A singla.

## Historia i charakter utworu
Utwór ten został nagrany na trzeciej sesji do albumu na początku marca 1970 r. Plonem tej sesji były także: „All the Tired Horses” i „The Boxer”. 17 marca odbyła się 4 sesja overdubbingowa (11 w ogóle), na której dokonano instrumentalnych overdubów części pozostawionego przez Dylana materiału, a więc takich piosenek jak „Early Mornin’ Rain”, „Woogie Boogie”, „Copper Kettle”, „Belle Isle” oraz „All the Tired Horses”.
Kompozycja ta jest utworem instrumentalnym, drugim – obok „Woogie Boogie” – na płycie. Obie kompozycje są unikatami w twórczości Dylana właśnie ze względu na to, że są utworami instrumentalnymi.
Dla Olivera Tragera kompozycja ta jest w ogóle karykaturą.
Kompozycja została wydana na singlu jako strona A. Stronę B zajęła piosenka „Copper Kettle”.

## Muzycy
Sesja trzecia
- Bob Dylan – wokal, gitara, harmonijka, pianino

sesja overdubbingowa
Sesja jedenasta
- Bubba Fowler – puzon
- Karl T. Himmel – perkusja
- Ron Cornelius – gitara, gitara dobro
- Bill Walker – arranżer
- Rex Eugene Peer – puzon
- William Pursell – instrumenty klawiszowe
- Gene Mullins – puzon
- Dennis Good – puzon
- Frank C. Smith – chórek (?)
- Martha McCrory – wiolonczela
- Byron T. Bach – wiolonczela
- Gary Van Osdale – altówka
- Lillian Hunt – altówka
- Sheldon Kurland – skrzypce
- Martin Katahn – skrzypce
- Marvin Chantry – aktówka
- Brenton Banks – syntezator, skrzypce
- George Binkley – skrzypce
- Solie I. Fott – skrzypce
- Barry McDonald – aranżer

## Dyskografia
Singiel
- Wigwam/Copper Kettle (Columbia 4-45199) (07.1970)

Album
- Bob Dylan na albumie różnych wykonawców z muzyką do filmu Royal Tenenbaums (2001)

## Listy przebojów
| Rok         | Singel                 | Lista              | Pozycja |
| ----------- | ---------------------- | ------------------ | ------- |
| Lipiec 1970 | „Wigwam/Copper Kettle” | Billboard. Hot 100 | 41      |